# Bogdan Wenta
Bogdan Brunon Wenta (nacido el 19 de noviembre de 1961 en Szpegawsk) fue jugador de balonmano de Polonia. Es considerado uno de los mejores jugadores polacos de la historia y también uno de los mejores jugadores europeos de las décadas de los 80 y 90. En la actualidad ejerce como político, siendo el alcalde de Kielce desde 2018, y miembro del Parlamento Europeo desde 2015.
Debutó con el primer equipo del Wybrzeże Gdańsk en 1978, con 17 años recién cumplidos, con el que se proclamaría 5 veces campeón de la liga de Polonia, alcanzando la final de Liga de Campeones en dos ocasiones, cayendo en ambas ante el RK Metaloplastika Sabac y SKA Minsk respectivamente.
En 1989 emigró a España para enrolarse en las filas del Club Deportivo Bidasoa, con el que conseguiría la Copa del Rey de 1991. Tras 4 años en el club irundarra fichó por 2 temporadas por el FC Barcelona.
En 1995 comenzaría su periplo en Alemania tras firmar con el TuS Nettelstedt. Un año más tarde aceptó la oferta para convertirse en ciudadano alemán, lo que provocó una grande controversia en su Polonia natal, llegando a representar a Alemania en los Campeonatos del Mundo de 1997 y 1999, en los Campeonatos de Europa de 1998 y 2000 y en los Olimpiadas de Sídney de 2000. Continuaría jugando hasta los 41 años en las filas del SG Flensburg-Handewitt, club al que una vez retirado como jugador se incorporó como entrenador asistente hasta 2006.
Tras finalizar su periplo en Flensburg, le llegaría la oportunidad de dirigir a otro de los equipos más potentes de la Bundesliga, el SC Magdeburg, en el que se encontraría con tres compatriotas suyos como Karol Bielecki, Grzegorz Tkaczyk y Bartosz Jurecki, y que liderados en la pista por Stefan Kretzschmar se alzarían con la Copa EHF derrotando en la final al BM Aragón. Al mismo tiempo compaginó su labor de entrenador del SC Magdeburg con la de seleccionador de Polonia a la que guiaría a su máximo éxito de su historia al conseguir la medalla de plata en el Campeonato del Mundo de 2007, donde sólo la selección anfitriona alemana consiguió batir a la polaca en la final.

## Equipos
Jugador
- Wybrzeże Gdańsk (1978-1989)
- Club Deportivo Bidasoa (1989-1993)
- FC Barcelona (1993-1995)
- TuS Nettelstedt (1995-1998)
- SG Flensburg-Handewitt (1998-2002)

Entrenador
- SC Magdeburg (2006-2007)
- KS Vive Targi Kielce (2008-2014)
- Selección de Polonia (2004-2012)

## Palmarés

### Jugador
- Liga de Polonia (1984,1985,1986,1987,1988)
- Copa del Rey (1991)
- Copa del Rey (1993,1994)
- Supercopa de España (1993)
- Recopa de Europa (1994,1995)

### Selección nacional
- Medalla de bronce Campeonato de Europa de 1998

### Entrenador
- Copa EHF (2007)
- Liga de Polonia (2009,2010,2012,2013)
- Copa de Polonia (2009,2010,2011,2012,2013)

### Selección nacional
- Medalla de plata en el Campeonato del Mundo 2007
- Medalla de bronce en el Campeonato del Mundo de 2009